# アーロン・ヒッキー
アーロン・ブキャナン・ヒッキー（Aaron Buchanan Hickey, 2002年6月10日 - ）は、スコットランド・グラスゴー出身のサッカー選手。プレミアリーグ・ブレントフォードFC所属。スコットランド代表。ポジションはDF。

## クラブ経歴
幼少期にハート・オブ・ミドロシアンFC (ハーツ)のユースアカデミーに入団し、2017年にセルティックFCのユースチームに移籍するも、2018年にハーツに再入団。2018-19シーズン終盤にトップチームに昇格し、17歳の誕生日を1ヶ月前に控えた2019年5月10日のアバディーンFC戦でプロデビュー。2019-20シーズンには早くもトップチームに定着。9月22日のハイバーニアンFC戦では、後半39分に逆転となるプロ初ゴールを決め、2-1で勝利。17歳ながら早くも中心選手となり、リヴァプールFCやアーセナルFCといった有力チームが獲得に興味を示していると報じられた。同シーズンは22試合1ゴールを記録していたものの、2020年3月でリーグ戦は2019新型コロナウイルスの影響で終了。更にハーツは最下位だった為に、2020-21シーズンはスコティッシュ・チャンピオンシップ降格が決定。同時にヒッキーの移籍の噂が本格化し、8月にはFCバイエルン・ミュンヘンやボローニャFC、アストン・ヴィラFCなども、ヒッキーの獲得を目指していると報じられた。
2020年9月24日、ボローニャFCと契約したことが発表された。
2022年7月9日　プレミアリーグのブレントフォードFCへ4年契約で完全移籍した。

## 代表歴
2019年から、ユース世代のスコットランド代表に招集。2022年3月にフル代表初招集。25日のポーランド戦で代表戦初出場を果たした。